# Pseudovecteur
Pour une approche plus mathématique, voir Pseudo-vecteur (mathématiques).
En physique, un pseudovecteur ou vecteur axial est un vecteur de dimension 3 dont le sens dépend de l'orientation de l'espace. Plus précisément, l'inversion de l'orientation de l'espace se traduit par un changement de sens du pseudovecteur qui est donc changé en son opposé. On parle de pseudovecteurs par opposition aux vecteurs « ordinaires » (dits polaires) qui sont invariants par une telle inversion. Le produit vectoriel de deux vecteurs polaires est l'exemple type du pseudovecteur.
Pour satisfaire aux lois de la physique, on transforme un vecteur axial de la même manière qu'un vecteur polaire lors d'une isométrie directe (conservant les angles orientés comme une rotation) mais différemment lors d'une isométrie indirecte, par exemple une symétrie par rapport à un point ou par rapport à un plan (voir la figure ci-dessous).
Les règles de calcul concernant les vecteurs axiaux sont ainsi différentes de celles des vecteurs polaires. Elles sont liées à celles des pseudo-vecteurs mathématiques (c'est-à-dire des bivecteurs), par exemple une 2-forme différentielle. En effet, une forme différentielle de degré 2 peut être représentée par une matrice antisymétrique de trois lignes et trois colonnes, possédant donc seulement trois composantes indépendantes auxquelles on peut faire correspondre un vecteur appelé vecteur dual. Si on considère les vecteurs duaux du bivecteur et de son transformé, ils se correspondent selon la loi des vecteurs axiaux (voir la figure ci-dessous et ici) et non selon la loi des vecteurs polaires.

Une boucle de courant électrique (en noir), crée un champ magnétique (en bleu) représenté à gauche par le vecteur axial. Si on considère le système symétrique par rapport à un plan (en tirets) dans lequel le vecteur courant est réfléchi, alors le champ magnétique est représenté à droite par le vecteur axial (noté encore sur la figure). Le vecteur est l'opposé du symétrique de. Pour obtenir, on doit donc transformer le vecteur d'une façon différente des autres vecteurs.

## Espace physique

Le vecteur axial représentant le champ magnétique est orthogonal au plan de l'écran et pointe vers l'avant. En absence de champ électrique, la force de Lorentz s'exerce sur une particule selon une direction orthogonale au vecteur et se situe donc dans le plan.

En physique, les vecteurs ont d'abord été utilisés pour représenter des actions liées à des mouvements localement rectilignes. Ainsi la force qui s'exerce sur un objet selon un sens et une intensité peut être représentée par un vecteur polaire. Dans le cas d'un vecteur axial, l'action n'est plus dans la direction du vecteur mais dans une direction orthogonale au vecteur.
Le caractère polaire ou axial d'un vecteur est donc une notion physique qui n'a aucun équivalent mathématique. Le qualificatif "axial" ou la notation avec une flèche incurvée sont comme des "étiquettes" accolées au vecteur qui indiquent seulement comment on doit l'utiliser. Cela n'affecte aucunement son caractère vectoriel ; il faut donc rejeter l'appellation de " faux vecteur " dont est parfois affublé le vecteur axial.

### Choix de l'orientation de l'espace

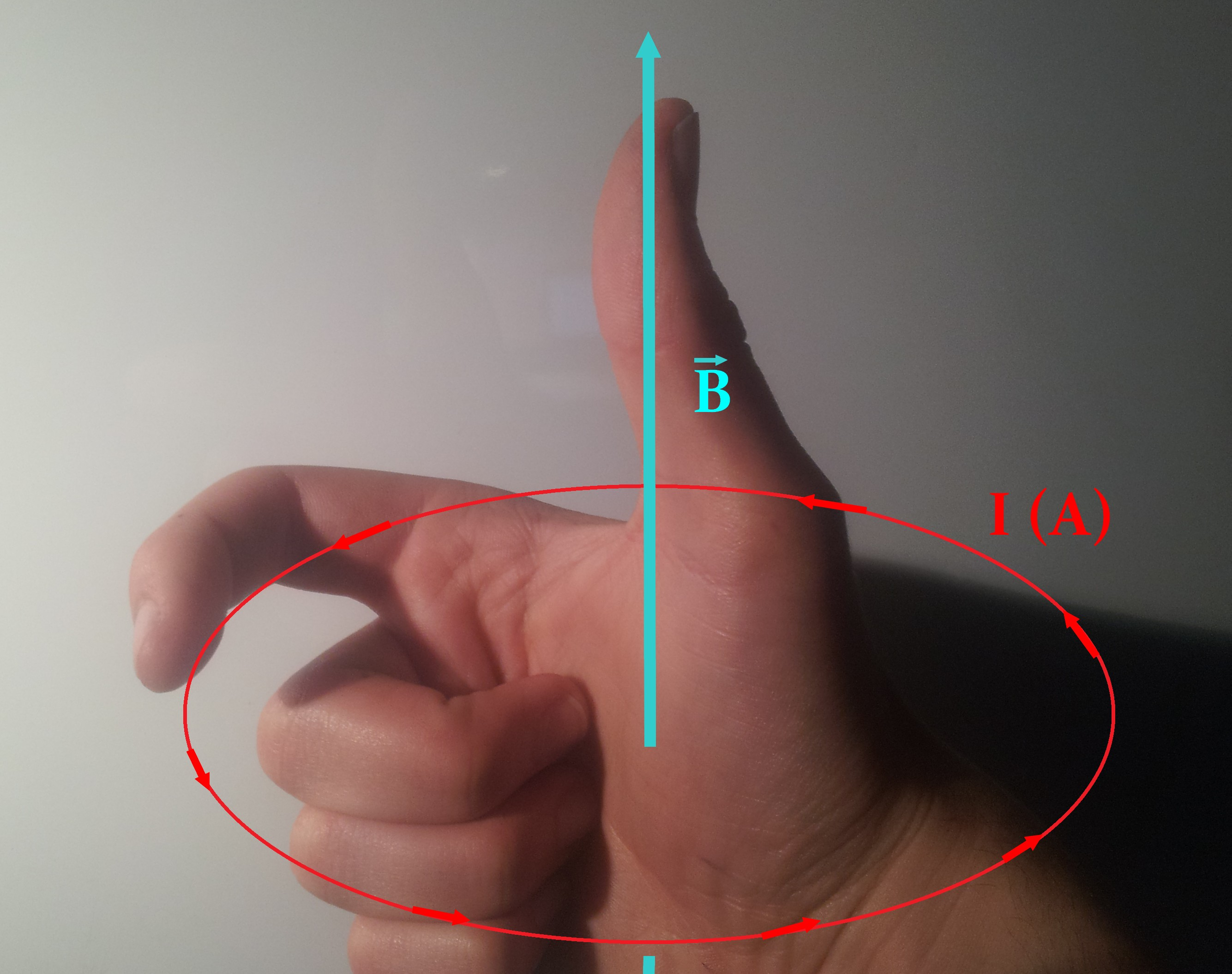
Illustration de la règle du tire bouchon. Le vecteur étant représenté par l'orientation du pouce, l'index donne le sens positif de rotation. Cette convention est indépendante de tout repère.

Un vecteur axial indique donc la direction de l'axe de rotation. Mais cela ne suffit pas : il faut aussi indiquer dans quel sens on tourne. Orienter l'espace, c'est indiquer quel est le sens positif de rotation. Pour cela, on utilise une convention indépendante de tout repère : le sens positif de rotation autour de l'axe défini par le vecteur est obtenu en utilisant la règle du tire-bouchon de Maxwell. Ce sens positif de rotation est pour l'espace ce que le sens trigonométrique est pour le plan. D'ailleurs, si l'on considère le vecteur orthogonal au plan trigonométrique et orienté vers l'avant, cette convention redonne le sens trigonométrique. Comme c'est la main droite qui est utilisée (la main gauche donnerait le sens contraire), on dit que l'espace physique est orienté à droite. Cette convention est équivalente à la règle de la main droite qui permet de définir l'orientation d'un repère et par la suite l'orientation de l'espace. Le choix d'une orientation de l'espace est indispensable pour définir le produit vectoriel.
Si on avait choisi d'orienter l'espace physique à gauche, la même rotation aurait été représentée par le vecteur axial opposé. Par conséquent, dans les dessins, les vecteurs polaires resteraient inchangés alors que les vecteurs axiaux seraient remplacés par leur opposé (par contre, il n'y aurait aucune modification dans les formules). On exprime cela en disant qu'un vecteur axial dépend de l'orientation de l'espace.

### Transformation physique

On reprend le schéma de la boucle de courant. La transformation mathématique est la symétrie par rapport au plan. Le transformé mathématique (l'image) du vecteur ne respecte pas les lois de la physique. C'est pourquoi le physicien utilise la transformation physique qui consiste à prendre l'opposé de l'image. Le caractère "polaire" ou "axial" indique au physicien quand il doit faire cela.

En mathématiques, un automorphisme de {\displaystyle E} (c'est-à-dire un endomorphisme de {\displaystyle E} inversible ) est souvent appelé une transformation de {\displaystyle E} et l'image d'un élément (par cette transformation) est appelée son transformé. On se limitera ici aux transformations isométriques.
Vectoriellement, une isométrie directe est une rotation alors qu'une isométrie indirecte est, à une rotation près, une symétrie plane ou une inversion de l'espace. Parmi les isométries indirectes, la première est simple à visualiser (comme l'image dans un miroir), la seconde appelée aussi symétrie P est simple à utiliser dans les formules.

#### Exemple
En physique, en association avec une transformation mathématique, on utilise aussi une autre transformation plus proche des concepts physiques. Par exemple dans le schéma ci-contre le vecteur {\displaystyle {\boldsymbol {B}}} représente le champ magnétique de la partie gauche. Son transformé physique est le vecteur qui représente le champ magnétique dans la partie droite c'est-à-dire {\displaystyle {\boldsymbol {B'}}} (noté encore {\displaystyle {\boldsymbol {B}}} sur la figure). Par contre le transformé mathématique de {\displaystyle {\boldsymbol {B}}} est son symétrique par rapport au plan et il n'est pas égal à {\displaystyle {\boldsymbol {B'}}} : c'est l'opposé. Cette ambiguïté concernant la transformation est à l'origine de la plupart des confusions. Par la suite, pour éviter ce problème, le transformé mathématique sera appelé « image » et le transformé physique sera simplement appelé « transformé ».

#### Cas général
Si l'on considère deux systèmes dont les éléments de position se correspondent à l'aide d'une isométrie (en supposant que ces systèmes restent isolés) on peut, pour chacun d'eux, les relier aux autres grandeurs du système à l'aide des lois physiques qui constituent la théorie utilisée. Se pose alors la question de savoir comment se correspondent ces grandeurs et en particulier les vecteurs. Autrement dit, il reste à déterminer la transformation physique.
Si l'isométrie est directe (comme une rotation) tous les vecteurs se correspondent selon la transformation mathématique. Par contre si l'isométrie est indirecte (comme une symétrie plane ou centrale), les lois de la physique montrent que la transformation physique est identique à la transformation mathématique pour les vecteurs dits polaires, alors que c'est l'opposée de la transformation mathématique pour les vecteurs dits axiaux. Il faut bien remarquer que cette distinction « polaire/axial » ne concerne que la transformation physique et non la transformation mathématique.
Les vecteurs sont des objets mathématiques que la physique utilise comme bon lui semble. Pour rester en conformité avec les lois physiques en vigueur, la transformation physique est ainsi amenée à transformer les vecteurs d'une manière ou d'une autre selon leur caractère polaire ou axial. C'est une attitude pragmatique visant à combler une lacune d'un modèle mathématique simple, performant mais très légèrement insuffisant ; les vecteurs polaires et axiaux ne sont pas de natures différentes (ce sont simplement des vecteurs) mais sont utilisés de manières différentes.
On utilise donc la règle pratique suivante :
Lors d'une isométrie indirecte (comme une symétrie par rapport à un point ou par rapport à un plan, le transformé d'un vecteur axial est égal à l'opposé de son image.
L'ingérence de la physique dans les calculs mathématiques est assez inhabituelle (mais concerne néanmoins toutes les grandeurs axiales). D'ordinaire cette ingérence est inutile car le physicien choisit soigneusement l'outil mathématique dont les propriétés reflètent complètement celles du phénomène étudié (à tel point que souvent on commet l'abus de langage qui consiste à identifier le concept physique avec son modèle mathématique). Ce n'est manifestement pas le cas ici pour diverses raisons (notamment historiques et pratiques). Il existe d'autres modèles ne possédant pas cet inconvénient (somme toute assez mineur) mais ils sont plus complexes.

## Utilisation du produit vectoriel
Pour être cohérent avec l'article pseudo-vecteur (mathématiques), on utilise les mêmes notations : "{\displaystyle \times }" pour le produit vectoriel, et "{\displaystyle \wedge }" pour le produit extérieur (usage exclusif).

### Relation symboliques
Le produit vectoriel de deux vecteurs est un vecteur qui ne dépend pas du caractère polaire ou axial des vecteurs initiaux. Par contre le caractère polaire ou axial du produit est déterminé par les relations symboliques suivantes.
polaire × polaire = axial
axial × axial = axial
polaire × axial = polaire
axial × polaire = polaire
Le problème est donc scindé en deux parties indépendantes
une partie purement mathématique qui consiste à calculer le produit vectoriel,
une partie purement physique qui consiste à affecter à ce produit le caractère polaire ou axial.
Le rotationnel pouvant s'écrire comme un produit vectoriel, tout vecteur axial est un produit vectoriel ou une somme de produits vectoriels (la réciproque étant fausse).

### Exemples
En physique, on utilise le plus souvent des champs de vecteurs même si le mot « champ » est souvent omis.
- Vecteurs polaires
  - vecteur position et ses dérivées (vecteur vitesse et vecteur accélération),
  - champ électrique {\displaystyle {\boldsymbol {E}}},
  - potentiel vecteur {\displaystyle {\boldsymbol {A}}}.
- Vecteur axial
  - champ magnétique {\displaystyle {\boldsymbol {B}}={\boldsymbol {\nabla }}\times {\boldsymbol {A}}}. Le caractère axial de {\displaystyle {\boldsymbol {B}}} apparaît aussi dans la loi de Biot et Savart {\displaystyle d{\boldsymbol {B}}={\frac {\mu _{0}}{4\pi }}{\frac {{\boldsymbol {I}}dl\times r}{r^{3}}}}.
  - moment magnétique {\displaystyle d{\boldsymbol {\mu }}={\frac {1}{2}}\,r\times {\boldsymbol {j}}\;dV}
  - moment cinétique {\displaystyle {\overrightarrow {L_{O}}}={\overrightarrow {OM}}\times {\overrightarrow {p}}}
  - moment d'une force : {\displaystyle {\overrightarrow {\Gamma _{O}}}={\overrightarrow {OM}}\times {\overrightarrow {F}}}
  - vecteur tourbillon {\displaystyle \omega =\nabla \times v}.
- Composition
  - le produit vectoriel du vecteur vitesse angulaire et du vecteur rayon jusqu'au centre de rotation donne la vitesse du point considéré : c'est la formule de Varignon.
  - le produit vectoriel du vecteur accélération angulaire et du rayon vecteur donne l'accélération du point considéré.
- Torseurs
  - dans le cas d'un torseur cinétique, dynamique ou statique, la résultante est un vecteur polaire et le moment est un vecteur axial.
  - dans le cas d'un torseur cinématique, la résultante est un vecteur axial et le moment est un vecteur polaire.

## Utilisation du produit scalaire

### Scalaire axial
Cette dénomination est utilisée, par exemple, par Sivardière, p.1244.
« Tant que la symétrie géométrique ordinaire est seule considérée, on est amené à classer les grandeurs physiques en deux catégories : les grandeurs polaires, dont le signe ne dépend pas de la convention d’orientation de l’espace, et les grandeurs axiales, dont le signe en dépend ». Insistons sur le fait qu'une grandeur axiale dépend de l'orientation de l'espace (comme il est dit ci-dessus) mais qu'elle est complètement indépendante de tout repère et donc a fortiori de son orientation ; c'est par conséquent un tenseur et non un pseudo-tenseur.
Le produit scalaire de deux vecteurs est un scalaire qui ne dépend pas du caractère polaire ou axial des vecteurs initiaux. Par contre le caractère axial ou non du produit est déterminé de la manière suivante :
- si l'un des vecteurs est polaire et l'autre axial, alors le produit est un scalaire axial ;
- sinon, le produit est un scalaire "ordinaire".

De même qu'un vecteur axial est appelé "pseudovecteur" alors que ce n'est ni un pseudo-vecteur au sens mathématique ni un pseudo-tenseur d'ordre 1 (voir Pseudo-vecteur (homonymie)), un scalaire axial est le plus souvent appelé "pseudoscalaire" alors que ce n'est ni un pseudo-scalaire au sens mathématique (voir, par exemple, ici) ni un pseudo-tenseur d'ordre 0.

### Transformation
Tout scalaire axial est égal au produit scalaire de deux vecteurs, l'un axial et l'autre polaire (ou à la somme de tels produits). Par conséquent, lors d'une isométrie indirecte, le scalaire axial doit être changé en son opposé. De nouveau, le scalaire ne fait pas cela "de lui-même" : c'est le physicien qui effectue cette opération pour être en conformité avec les lois physiques de la théorie utilisé. Cela est valable en fait, pour toute grandeur axiale.

### Produit mixte
Soit {\displaystyle x_{1},x_{2},x_{3}} trois vecteurs polaires. Le produit mixte de ces trois vecteurs est {\displaystyle [x_{1},x_{2},x_{3}]=(x_{1}\times x_{2})\centerdot x_{3}} ; d'après ce qui précède, c'est un scalaire axial. En fait, le caractère axial peut être obtenu plus directement car {\displaystyle [x_{1},x_{2},x_{3}]=\eta (x_{1},x_{2},x_{3})} où {\displaystyle \eta } est le tenseur de Levi-Civita qui dépend, par définition, de l'orientation.
Si {\displaystyle h} est une isométrie, alors {\displaystyle [h(x_{1}),h(x_{2}),h(x_{3})]=\det(h)\,[x_{1},x_{2},x_{3}]=\pm [x_{1},x_{2},x_{3}]}. On retrouve le résultat précédent.

## Vecteur axial vs bivecteur
Ce paragraphe fait la liaison entre cet article et l'article Pseudo-vecteur (mathématiques) ; une connaissance même superficielle de ce dernier n'est pas nécessaire mais est souhaitable.
Le vecteur axial {\displaystyle {\boldsymbol {B}}} est le vecteur dual de la 2-forme différentielle {\displaystyle F_{ij}=\partial _{i}A_{j}-\partial _{j}A_{i}} (qui est un bivecteur). Plus généralement, en physique tout vecteur axial est le vecteur dual d'un bivecteur. Tous deux peuvent représenter la grandeur physique concernée et, a priori, aucun n'est plus légitime que l'autre. Les lois physiques montrent que, lors d'une isométrie, c'est le bivecteur qui doit être transformé (mathématiquement), le vecteur dual étant récupéré après coup à partir de l'image du bivecteur (comme sur le schéma ici) ; si on transforme (mathématiquement) le vecteur dual, cela ne convient pas. De ce point de vue, il semblerait donc que le bivecteur soit le seul légitime. Mais d'un autre point de vue, le vecteur axial est beaucoup plus pratique d'emploi. Finalement, accoler l'adjectif "axial" au vecteur dual apparaît comme un moyen astucieux de court-circuiter le bivecteur, car la transformation physique est une technique pratique toute simple qui permet de profiter du meilleur des deux mondes.

### Confusion entre bivecteur et vecteur axial
En dimension 3 (ce ne serait plus vrai en relativité par exemple), un bivecteur est un pseudo-vecteur au sens mathématiques. Il faut éviter la confusion "pseudo-vecteur alias bivecteur" avec "pseudovecteur alias vecteur axial" (voir Pseudo-vecteur (homonymie)) car, même s'ils sont duaux l'un de l'autre, ils ont des propriétés bien distinctes.
Dans la pratique, les coordonnées du produit vectoriel ne sont calculées que dans une base orthonormale directe. Dans ce cas, en modifiant de façon ad hoc la base canonique des bivecteurs, on obtient l'égalité des coordonnées du produit extérieur et du produit vectoriel (c'est-à-dire d'un bivecteur et de son vecteur dual) et cette égalité est conservée lors d'un changement de base orthonormale directe ; la confusion ne mène alors à aucune erreur et est malheureusement assez répandue. Il est nécessaire de la disqualifier, car dès que l'on fait un peu de théorie et que l'on s'écarte de ces conditions particulières, rien ne va plus.

### La distinction polaire/axiale est-elle nécessaire?
Elle n'est pas nécessaire mais s'avère très utile en pratique. La représentation vectorielle de l'électromagnétisme est un modèle élémentaire, facilement accessible mais ce n'est qu'un modèle parmi d'autres. Dans le formalisme de la relativité, le champ électromagnétique est représenté par un tenseur antisymétrique (en dimension 4). Dans ce cadre, les vecteurs {\displaystyle {\boldsymbol {E}}} et {\displaystyle {\boldsymbol {B}}} sont définis pour faire le lien avec la représentation vectorielle mais ne sont pas utilisés comme tels. Il en est de même dans la représentation (moins connue) de l'Algèbre géométrique. Dans ces deux derniers modèles, la distinction polaire/axial est inutile.
Il est donc indispensable d'effectuer une distanciation entre le concept physique et son modèle mathématique.
Dire que « {\displaystyle {\boldsymbol {B}}} est le champ magnétique » ne pose pas de problème si l'on est conscient que c'est un abus de langage. Sinon, cela conduit à prêter au vecteur {\displaystyle {\boldsymbol {B}}} des propriétés qu'aucun objet mathématique (ou réel) ne peut posséder.

## Champ de vecteurs
Ce qui précède peut se généraliser aux champs vectoriels. Les exemples physiques donnés précédemment sont en fait des champs de vecteurs (pour alléger l'expression, on dit le plus souvent « vecteur » au lieu de « champ de vecteurs »). La distinction « polaire/axial » est particulièrement importante dans l'analyse des propriétés de symétrie des champs de vecteurs (cf. Principe de Curie). Ainsi, le champ électrique {\displaystyle {\boldsymbol {E}}} (vecteur polaire) possède les mêmes symétries que ses sources : un plan de symétrie des charges est plan de symétrie de {\displaystyle {\boldsymbol {E}}}. Par contre, le champ magnétique {\displaystyle {\boldsymbol {B}}} (vecteur axial) inverse ces propriétés : un plan de symétrie des courants est plan d'antisymétrie de {\displaystyle {\boldsymbol {B}}}. Mettre ces plans en évidence (lorsqu'ils existent) permet de simplifier les calculs.
Nous supposons connus les trois opérateurs différentiels gradient, divergence et rotationnel que de nombreuses formules relient entre eux (cf. ici) ; on se contente de mettre en évidence leur caractère axial ou polaire. Les expressions sont données à l'aide des coordonnées locales, en se limitant au cas le plus élémentaire : coordonnées cartésiennes {\displaystyle (x^{1},x^{2},x^{3})} dans un repère orthonormal direct. Les relations de ce type les plus générales utilisent la notion de dérivée covariante et conduisent aux mêmes conclusions.
Les exemples sont issus de l'électromagnétisme et plus précisément des équations de Maxwell.

### Opérateur nabla
On note {\displaystyle \partial _{k}} l'opérateur de dérivation {\displaystyle {\frac {\partial }{\partial x^{k}}}} et on définit l'opérateur nabla {\displaystyle \nabla } comme ayant les " coordonnées " symboliques {\displaystyle (\partial _{1},\partial _{2},\partial _{3})}. Son intervention dans les produits scalaires, vectoriel ou extérieur se fait simplement en utilisant ses " coordonnées " comme si c'étaient les coordonnées covariantes d'un vecteur.

### Gradient
Soit {\displaystyle f} une fonction à valeurs réelles. Le vecteur {\displaystyle \nabla f} a pour coordonnées {\displaystyle (\nabla f)_{i}=\partial _{i}f}. Ce sont celles du vecteur gradient et on note {\displaystyle \operatorname {grad} f=\nabla f}. Le gradient d'une fonction scalaire est un champ de vecteurs polaires. Exemple

### Divergence
Soit {\displaystyle u} un vecteur de coordonnées {\displaystyle (u^{1},u^{2},u^{3})}. Le scalaire {\displaystyle \nabla \centerdot u=\partial _{i}u^{i}} est égal à la divergence de {\displaystyle u} et on note {\displaystyle \operatorname {div} u=\nabla \centerdot u}. La divergence d'un champ de vecteurs polaires est une fonction scalaire. Exemple

### Rotationnel
Soit {\displaystyle u} un covecteur de coordonnées {\displaystyle (u_{1}\,u_{2},u_{3})}. Le pseudo-vecteur {\displaystyle \nabla \wedge u} a pour coordonnées {\displaystyle (\nabla \wedge u)_{ij}=\partial _{i}u_{j}-\partial _{j}u_{i}} et son vecteur dual {\displaystyle \nabla \times u=\star (\nabla \wedge u)} a pour coordonnées {\displaystyle (\nabla \times u)^{k}={\frac {1}{2}}\epsilon ^{ijk}(\partial _{i}u_{j}-\partial _{j}u_{i})} où {\displaystyle \epsilon } est le symbole de Levi-Civita. Ce sont les coordonnées du rotationnel, et on note {\displaystyle \operatorname {rot} u=\nabla \times u}. Le rotationnel d'un champ de vecteurs est un champ de vecteurs. Plus précisément :
- Le rotationnel d'un vecteur polaire est un vecteur axial. Exemple {\displaystyle {\boldsymbol {B}}=\nabla \times {\boldsymbol {A}}}.
- Le rotationnel d'un vecteur axial est un vecteur polaire. Exemple